# Mouvement charismatique évangélique
Le Mouvement charismatique évangélique ou le néo-pentecôtisme est un courant du christianisme charismatique évangélique qui met un accent sur les dons du Saint-Esprit. Commencée dans le début des années 1960, aux États-Unis, la « deuxième vague » a influencé les Églises de toutes les confessions chrétiennes et a contribué à la création d'Églises évangéliques indépendantes. Le mouvement se distingue du pentecôtisme en ne faisant pas du parler en langues (glossolalie) une preuve nécessaire du baptême du Saint-Esprit, annoncé par Jésus et en accordant une place importante à la diversité des dons du Saint-Esprit.

## Histoire
Après le pentecôtisme et le début du mouvement charismatique de Pâques 1960, dans une Église épiscopale à Los Angeles, certaines églises évangéliques ont décidé de suivre les enseignements de ce mouvement et de quitter leurs confessions chrétiennes pentecôtistes. L'Église Calvary Chapel Association de Costa Mesa est l'une des premières congrégations évangéliques charismatiques en 1965, bien qu'elle se réclame du christianisme non confessionnel,. Au Royaume-Uni, l'Église Jesus Army, fondée en 1969, est un exemple de l'impact hors des États-Unis. Beaucoup d'autres congrégations ont ainsi été établies dans le reste du monde,. Selon une étude du Pew Research Center publiée en 2011 sur les charismatiques qui regroupent tous les mouvements du christianisme charismatique, soit évangéliques indépendants, catholiques, orthodoxes et protestants, il y aurait 304 millions de charismatiques dans le monde.

## Caractéristiques
Bien que proche de certains éléments théologiques du pentecôtisme, le mouvement charismatique évangélique ne fait pas du parler en langues (glossolalie) une preuve nécessaire du baptême du Saint-Esprit, puisqu'il est considéré comme un don spirituel parmi les neuf autres, sans supériorité,. Il insiste davantage sur la diversité des 9 dons du Saint-Esprit énoncés en 1 Corinthiens 12 versets 8-10, à savoir; la Sagesse, Connaissance, Foi, Guérison, Miracle, Prophétie, Discernement,  Parler en langues, Interprétation de langues,. Le mouvement a également favorisé une ouverture œcuménique entre les Églises, notamment avec des organisations interconfessionnelles comme "Jeunesse en mission", "Communauté internationale des hommes d'affaires du plein Évangile" et ""Global Teen Challenge".
Le mouvement est aussi appelé néo-pentecôtisme.

## Controverses
En 2013, le pasteur chrétien évangélique John F. MacArthur a reproché au mouvement charismatique l’appui majoritaire à la théologie de la prospérité qui a amené des scandales financiers et moraux, sa proximité avec le New Age où Dieu est présenté comme un serviteur des besoins du croyants, de fausses prophéties et des cultes désordonnés. Le surintendant général pentecôtiste des Assemblées de Dieu USA, George O. Wood, a reconnu qu’il y avait eu des cas isolés de comportements et d’enseignements erronés dans des églises pentecôtistes et charismatiques, mais que le mouvement avait apporté une grande contribution pour l'évangélisation dans le monde.